# 카르보나라
카르보나라(이탈리아어: Carbonara)는 로마의 파스타 요리로, 계란 노른자, 경성 치즈, 염장 돼지고기, 그리고 후추를 사용해 만들 수 있다. 이 요리는 20세기 중반에 들어 현재의 형태와 명칭이 확립되었다.
치즈는 주로 페코리노 로마노를 사용하며 파르미자노 레자노나 그라나 파다노 등의 치즈를 조합할 수도 있다. 카르보나라는 주로 스파게티를 사용해서 만들지만, 페투치네, 리가토니, 링귀네, 혹은 부카티니를 사용할 수도 있다. 주로 염장 돼지고기로는 구안찰레나 판체타를 쓰지만, 이를 쉽게 구할 수 없는 해외에서는 라르돈이나 훈제 베이컨을 쓰기도 한다.

## 유래와 역사
다양한 조리법과 함께, 요리의 유래와 명칭은 잘 알려지지 않았다. 그러나, 대부분의 출처에 따르면 라치오 주에서 발상한 것으로 보고 있다.
이 파스타 요리에 대체로 들어가는 재료는 염장육, 치즈, 그리고 후추가 있었고, 이는 그리치아 파스타(pasta alla gricia)와 유사했다. 물론, 파스타 카초 에 우오바(pasta cacio e uova)와 유사한 요리였는데, 녹인 돼지기름에 계란과 치즈를 섞어 만들었는데, 이 기록은 1839년으로 거슬러 올라가며, 일부 학자들과 이탈리아의 어르신들은 제2차 세계 대전 이전의 카르보나라와 이름이 다른 음식과 인연이 있는 것으로 보인다.
카르보나라(carbonara)라는 명칭에는 여러 이론이 있는데, 요리 자체 외적으로 유래했을 것으로 보인다. 명칭은 숯쟁이(carbonaro)에서 유래한 것으로 보이는데, 일부는 이 요리가 이탈리아의 석탄 광부가 든든한 식사를 위해 만든 것으로 보고 있다. 미국 일부에서, 이 명칭 때문에 "석탄 광부의 스파게티"로 보게 되었다. 또다른 이론에 따르면 19세기 초에 이탈리아의 통일를 주도한 비밀 결사 숯쟁이당(Carbonari)를 기리기 위해 붙은 명칭으로도 본다. 로마의 "시내 요리"로 보는 쪽이 신빙성 있는데, 로마의 라 카르보나라 식당이 인기를 주도한 것으로 보고 있다.
요리 명칭 카르보나라 파스타(pasta alla carbonara)와 카르보나라 스파게티(spaghetti alla carbonara)는 제2차 세계 대전 이전까지 문헌에 등장하지 않는다. 특히 1930년에 아다 보니가 쓴 “로마 요리”(La Cucina Romana)에도 없다. 카르보나라(carbonara)의 명칭은 1950년에 처음 나왔는데, 라 스탐파 신문에 1944년에 연합국의 로마 탈환에 참전한 미국 간부들에게 선보인 것으로 처음 나온다. 이 요리는 처음에 "로마 요리"로 묘사되었고, 당시 이탈리아인은 미국 군부대가 배급하는 계란과 베이컨 보급품을 섭취했다. 1954년, 엘리자베스 데이비드의 영국에서 출판한 영어 요리책 “이탈리아 음식”(Italian Food)에도 문헌에 나왔다.

## 만드는 과정
파스타는 소금물에 끓여서 준비한다. 구안찰레는 팬에 자체적으로 흘러나오는 기름으로 볶는다. 날계란의 노른자(혹은 흰자까지 포함)와 강판에 간 페코리노 로마노를 적정량의 후추와 섞어 파스타의 잔열에 팬이나 접시 위에 섞는데, 이는 직접 열이 닿아 계란이 응고되는 것을 막기 위함이다. 볶은 구안찰레는 그 후 고명으로 올려져 꾸덕하고, 크림 같은 소스에 고기가 뿌려진 요리로 완성시킨다. 비록 다른 종류의 파스타로도 대체 가능하지만, 날달걀을 제대로 익히려면 표면적 대비 부피 비율이 충분히 커야 하기 때문에 긴 파스타 종류인 페투치네, 링귀네, 탈리아텔레, 혹은 스파게티 면을 사용한다.
이탈리아에서는 구안찰레를 가장 많이 사용하나, 판체타나 훈제 판체타를 쓸 수도 있고, 위 재료를 구하기 힘든 해외에서는 베이컨을 대신 사용하기도 한다. 이 요리에 쓰는 치즈는 주로 페코리노 로마노로 간혹 파르미자노 레자노 등을 쓰기도 한다. 요리 방법은 계란 노른자 만이 아니라 흰자도 같이 쓰기도 하는데, 계란의 사용과 관해서는 의견이 갈린다.

### 변형
일부의 경우 소스를 더 많이 머금도록 펜네 같은 짧고 구멍난 파스타를 쓰기도 한다. 이탈리아의 정통 요리 방식에는 크림이 들어가는 일이 없고, 일부 예외의 경우에만 사용된다. 그러나, 해외에서는 이를 오용해 크림을 넣기도 한다. 이와 유사하게 마늘이 일부 들어가기도 하지만 주로 해외에서 사용된다. 해외에서, 카르보나라에 완두콩, 브로콜리, 브로콜리니, 파, 양파, 기타 채소, 또는 염장육을 대신한 햄이나 코파를 기름기가 많은 구안찰레나 판체타를 대신해 사용하기도 한다.

## 같이 보기
- 스파게티

## 참고 문헌
- Buccini, Anthony F. (2007). 〈On Spaghetti alla Carbonara and Related Dishes of Central and Southern Italy〉.   Hosking, Richard. 《Eggs in Cookery: Proceedings of the Oxford Symposium of Food and Cookery 2006》. Oxford Symposium. 36–47쪽. ISBN 978-1-903018-54-5.